# Simone Loria
Simone Loria (Turim, 28 de outubro de 1976) é um futebolista italiano que atua como zagueiro. Atualmente, joga no Bologna.